# Midas Interactive Entertainment
Midas Interactive Entertainment est un éditeur de jeux vidéo européen pour ordinateurs, assistants personnels, téléphones portables et consoles de jeux vidéo. Midas Interactive Entertainment est basé à la périphérie de Braintree dans l'Essex, en Angleterre.
La plupart des jeux pour consoles publiés par Midas sont des versions « économiques » vendues à un prix inférieur à la majorité des nouveaux titres, et sont souvent des titres japonais localisés - dont beaucoup ont également été publiés à un prix « économiques » au Japon.

## Histoire
Midas a été fondée à l'origine en tant que société basée aux Pays-Bas, appelée Midas Interactive Entertainment BV en 1998 par Paul Share. Contrairement à d'autres éditeurs à petit budget, Share souhaitait que son entreprise propose des titres originaux et les vende à peu de frais dans le monde entier au lieu d'acheter des jeux d'autres éditeurs et de les vendre à bas prix. La société a présenté ses premiers labels : Reality and Arena Games. Midas, pendant cette période, s'est concentré exclusivement sur la publication de jeux pour Microsoft Windows et Macintosh.
En janvier 1999, Midas lance son label Pocket Price Games, aux côtés d'autres labels. Une filiale britannique connue sous le nom de Midas Interactive Entertainment Ltd. a été fondée en février de la même année. Midas a également acquis la même année le développeur de jeux basé à Greenwich Interactive Entertainment Ltd., qui deviendrait une filiale complète de Midas.
La société commence à publier des jeux sur PlayStation en janvier 2000. Au début des années 2000, Midas est principal développeur et éditeur de jeux interactifs sur consoles PlayStation, PlayStation 2, Xbox et sur PC. En 2001, Midas Interactive Entertainment Ltd. est devenu le siège social du groupe Midas Interactive Entertainment. Le bureau d'origine basé aux Pays-Bas reste opérationnel pour l'essentiel des ventes internationales ainsi que pour la fabrication, l'entreposage et la distribution en Europe centrale. En 2002, Share fonde Phoenix Games qui a pris le contrôle de leur publication de films et de jeux vidéo à bas prix sur PlayStation et PlayStation 2.
En 2005, Midas forme une société secondaire appelée Ghostlight, qui prendrait le contrôle de la localisation des titres japonais pour le marché européen de Midas. Les deux sociétés, aux côtés de Laughing Jackal, ont rejoint la société holding Majesty House Group.
À partir de 2012, Midas ne sort d'autres nouveaux titres et se concentre sur la réédition de titres plus anciens sur le PlayStation Network, principalement des titres de la série Simple que Agetec a publié aux États-Unis.

## Liste des jeux
| Nom                                                         | Nom alternatif                                                           | Lancement                                             | Développeurs                        |
| ----------------------------------------------------------- | ------------------------------------------------------------------------ | ----------------------------------------------------- | ----------------------------------- |
| A-Train 6                                                   | A Ressha of Ikou 6                                                       | 19 mars 2004                                          | Artdink                             |
| Air Ranger : Rescue Helicopter                              |                                                                          | 22 novembre 2002                                      | Artdink                             |
| All Star Boxing, The Boxing...                              |                                                                          | 2 mai 2003                                            | Nekogumi                            |
| All Star Racing                                             |                                                                          | 6 octobre 2002                                        | Mud Duck Productions                |
| All Star Racing 2                                           |                                                                          | 24 avril 2003                                         | Mud Duck Productions                |
| American Pool                                               | Billiard King                                                            | 8 août 2003                                           | DigiCube                            |
| Army Men : Sarge's Heroes 2                                 |                                                                          | 20 septembre 2002                                     | 3DO                                 |
| BCV : Battle Construction Vehicles                          | Kensetsu Juuki Kenka Battle : Buchigire Kongou !                         | 28 novembre 2003                                      | Artdink                             |
| Boxing Champions                                            |                                                                          | 7 novembre 2003                                       | D3 Publisher / Tamsoft              |
| Bust-a-Bloc                                                 | The Block Kuzushi Hyper                                                  | 31 octobre 2003                                       | Tamsoft                             |
| California Surfing                                          |                                                                          | 2 juillet 2003                                        | Midas Interactive Entertainment     |
| Card Shark                                                  | Trump Shiyoyou, Family Card Game Fun Pack                                | 16 février 2001                                       | Bottom Up                           |
| Castrol Honda SuperBike World Champions                     |                                                                          | Royaume-Uni (24 mars 1998)                            | Interactive Entertainment Ltd.      |
| Castrol Honda Superbike 2000                                |                                                                          | Europe juillet 1999                                   | Interactive Entertainment Ltd.      |
| Castrol HONDA VTR (Europe)                                  | Castrol Honda VTR (Japon)                                                | 9 février 2001 (Europe)                               | Karma Studios                       |
| Centre Court : Hard Hitter Tennis                           | Hard Hitter Tennis                                                       | 15 mars 2002                                          | Magical Company                     |
| Chris Kamara's Street Soccer                                | Fútbol de Calle                                                          | 25 août 2000                                          | Pixel Storm                         |
| Cleopatra Fortune                                           | Cleopatra's Fortune                                                      | 7 février 2003                                        | Taito Corporation / Altron          |
| Crescent Suzuki Racing                                      |                                                                          | 1er octobre 2004                                      | Kuju Entertainment                  |
| Detonator                                                   | Buile Baku                                                               | 19 mars 2004                                          | Kadokawa Shoten                     |
| Dirt Track Devils                                           | The Offroad Buggy                                                        | 31 octobre 2003                                       | D3 / Vingt-et-un Systems            |
| Dynasty Warriors 2                                          | Shin Sangoku Musou                                                       | 24 novembre 2000                                      | Koei / Omega Force                  |
| Elemental Pinball                                           |                                                                          | 21 août 2003                                          | DigiCube                            |
| Eternal Quest'                                              | The Dungeon RPG - Nin : Mamono no Sumushiro                              | 21 mai 2004                                           | D3 / Tamsoft                        |
| Fighting Fury / Tamsoft                                     | Grappler Baki : Baki Saidai no Tournament                                | 26 juillet 2003                                       | Tomy                                |
| Football Generation                                         |                                                                          | 10 novembre 2006                                      | Trecision                           |
| Formule GP                                                  |                                                                          | 15 septembre 2003                                     | Kung Fu                             |
| Fortune Cookie                                              |                                                                          | 30 novembre 1999                                      |                                     |
| Fracas                                                      |                                                                          | 1999                                                  | Cerberus Development                |
| Freak Out                                                   | Hippa Linda, Stretch Panic, Stretch Panic                                | 15 novembre 2003                                      | Treasure Video Games                |
| Future Racer                                                | Defeat Lightning                                                         | 12 avril 2002                                         | D-Cruise                            |
| HSX : HyperSonic.Xtreme                                     |                                                                          | 25 janvier 2002                                       | Blade Interactive                   |
| Go Go Golf                                                  | Magical Sports : Go Go Go Golf                                           | 29 novembre 2002                                      | Magical Company                     |
| Golden Age of Racing                                        |                                                                          | 2 septembre 2005                                      | Brain in a Jar                      |
| GP Challenge                                                |                                                                          | 22 novembre 2002                                      | Midas Interactive Entertainment     |
|                                                             |                                                                          | 25 juin 2004                                          | Kuju                                |
| Hard Hitter 2                                               | Magical Sports: HardHitter 2                                             | 13 mars 2003                                          | Magical Company                     |
| Heracles Chariot Racing                                     |                                                                          | 6 juillet 2007                                        | Neko Entertainment                  |
| Heroes of Might and Magic : Quest for the Dragon Bone Staff |                                                                          | 20 septembre 2002                                     | 3DO                                 |
| Hidden Invasion                                             |                                                                          | 7 mars 2003                                           | Toka                                |
| International Cue Club                                      | CueClube/Cue Club (Europe), Real Pool (États-Unis), EX Billiards (Japon) | 20 septembre 2002                                     | Takara                              |
| International Cue Club 2                                    | Cue Club - Snooker and Pool (PC), Real Pool 2 (États-Unis).              | 2 septembre 2005                                      | Icône                               |
| International Super Karts                                   |                                                                          | 2 septembre 2005                                      | Brain in a Jar                      |
| Jetracer                                                    |                                                                          | 12 avril 2001                                         | Theyer GFX                          |
| Kart Challenge                                              |                                                                          | 30 mars 2001                                          | Interactive Entertainment           |
| King of Bowling 2                                           |                                                                          | 25 août 2000                                          | Coconuts Japan                      |
| Grand Prix Kotobuki                                         | Grand Prix Kotobuki - Mezase ! Genchari King                             | 30 juin 2003                                          | Syscom Entertainment                |
| Lakemasters EX                                              |                                                                          | 17 mai 2002                                           | Dazz                                |
| Ligue Series Baseball 2'                                    | Magical Sports 2001 Kōshien                                              | 5 mars 2004                                           | Magical Company                     |
| Maken Shao: Demon Sword                                     |                                                                          | 26 juillet 2003                                       | Atlus                               |
| Mary King's Riding Star                                     | Alexandra Ledermann : Équitation Passion                                 | 12 avril 2001                                         | Interactive Entertainment           |
| MaXXed Out Racing                                           | Saisoku! Zoku Kuruma King - Futsu Haji Giri Densetsu                     | 19 mars 2004                                          | D3                                  |
| M. Golf                                                     | Devise Golful Golf                                                       | 11 avril 2003                                         | Artdink / DigiCube                  |
| Noble Racing                                                |                                                                          | 10 mars 2006                                          | Brain in a Jar                      |
| Operation WinBack                                           |                                                                          | 28 septembre 2001                                     | Koei                                |
| Operation Air Assault                                       |                                                                          | 29 octobre 2004                                       | Interactive Vision                  |
| Pacific Warriors II : Dogfight                              |                                                                          | 1er octobre 2004                                      | Interactive Vision                  |
| Penny Racers.                                               | Choro Q HG,                                                              | 17 mai 2002                                           | Takara                              |
| Pinball Power                                               |                                                                          | 1er septembre 2000                                    | Success                             |
| Prism Land                                                  | Action Puzzle : Prism Land                                               | 31 mai 2001                                           | Créateurs de rêves / D-Cruise       |
| Projet Minerva Pro                                          |                                                                          | 5 novembre 2004                                       | Dream Creators / Taito Corporation  |
| Puzznic                                                     |                                                                          | 30 juin 2003                                          | Taito Corporation / Altron          |
| Raceway Drag and Stock Racing                               |                                                                          | 29 septembre 2006                                     | Brain in a Jar                      |
| Rageball                                                    |                                                                          | 12 avril 2002                                         | NAPS Team                           |
| Rascal Racers                                               |                                                                          | 27 juin 2003                                          | Miracle Designs                     |
| Robot Warlords                                              | Velvet File                                                              | 14 décembre 2001                                      | Dazz                                |
| Rollercoaster World                                         | The Jet Coaster - Yuuenchi wo wool                                       | 21 mai 2004                                           | D3 / Bimboosoft                     |
| Sanvein                                                     |                                                                          | 30 mars 2000                                          | Success                             |
| Sergei Bubka's Millennium Games                             |                                                                          | 11 août 2000                                          | Dinamic Multimedia                  |
| Silkolene Honda Motocross GP                                |                                                                          | 2000                                                  | The Dawn Interactive                |
| Ski Air Mix                                                 |                                                                          | 1er septembre 2000                                    | Kindle Imagine Develop              |
| Sky Surfer                                                  | Ultimate Sky Surfer                                                      | 6 juillet 2001                                        | Idea Factory                        |
| Snowboard Racer.                                            |                                                                          | 2 mai 2003                                            | D3 / Atelier Double                 |
| Snowboard Racer 2                                           | The Snowboard 2                                                          | 7 novembre 2003                                       | D3 / Atelier Double / HuneX         |
| Sports Superbike 2                                          |                                                                          | 13 septembre 2002                                     | Atelier Double / HuneX              |
| Steel Dragon EX                                             |                                                                          | 1er octobre 2004                                      | D3 / Warashi                        |
| Stock Car Crash                                             |                                                                          |                                                       | Brain in a Jar                      |
| Stock Car Racer                                             |                                                                          | 13 décembre 2003                                      | Midas Interactive Entertainment     |
| Strikers 1945 II                                            |                                                                          | 31 octobre 2003                                       | Psikyo                              |
| Superbike Racing                                            | Sports Superbike                                                         | 1999                                                  | Midas Interactive Entertainment     |
| The Flintstones in Viva Rock Vegas                          |                                                                          | 2003                                                  | Toka                                |
| The Seed : War Zone                                         |                                                                          | 28 novembre 2003                                      | Artdink                             |
| The Sniper 2                                                | The Sniper 2 : Akumu no Jaudan                                           | 5 mars 2004                                           | D3 / Bestmedia                      |
| They Came From the Skies / Bestmedia                        |                                                                          | 24 août 2007                                          | NAPS Team                           |
| Tokyo Road Race                                             | Battle Gear 2                                                            | 1er novembre 2002                                     | Taito Corporation                   |
| Truck Racing                                                |                                                                          | 13 décembre 2002 (Europe) 7 février 2003 (États-Unis) | Kung Fu                             |
| Truck Racing 2                                              |                                                                          | 28 octobre 2005 (Europe) 4 novembre 2005 (États-Unis) | Brain in a Jar                      |
| Ultimate Mind Games                                         |                                                                          | 25 juin 2004                                          | D3 / Yuki Enterprise                |
| Vegas Casino                                                | Super Casino Special                                                     | 1er septembre 2000                                    | Coconuts Japan                      |
| Warriors of Might and Magic                                 |                                                                          |                                                       | 3DO                                 |
| Windsurfers Paradise                                        |                                                                          | 14 septembre 2001                                     | Theyer GFX                          |
| World Super Police                                          | Kousoku Kidoutai : World Super Police                                    | 21 juillet 2006                                       | Jaleco / Dual Corporation           |
| WWI : Aces of the Sky                                       |                                                                          | 1er septembre 2006                                    | NAPS Team                           |
| WWII : Battle Over The Pacific                              |                                                                          | 29 septembre 2006                                     | NAPS Team                           |
| WWII: Soldier                                               |                                                                          | 28 avril 2006                                         | Atomic Planet Entertainment Ltd     |
| WWII : Tank Battles                                         |                                                                          | 28 avril 2006                                         | InterActive Vision Games            |
| X-treme Express                                             |                                                                          | 18 mars 2002                                          | Syscom                              |
| ZooCube                                                     |                                                                          | 21 juillet 2006                                       | Acclaim Entertainment / PuzzleKings |